# Calcione
La diga del Calcione è uno sbarramento artificiale costruito sul torrente Foenna,
in località Calcione nel comune di Lucignano, in corrispondenza dell'opera di
presa di un vecchio mulino.
Situato al confine tra le province di Arezzo e Siena, il lago del Calcione è uno
dei più grandi invasi dell'Italia centrale.
La diga e la rete di distribuzione a scopo principalmente irriguo sono entrate in
esercizio nel 1971.
Il bacino è lungo circa 5 km e largo 500 metri; con un volume d'invaso di
3.96*10^6 m³, alla massima regolazione la superficie del lago è
approssimativamente pari a 0,58 km².
Negli anni l'invaso si è trasformato in un'area umida di notevole rilievo per
l'avifauna residente e migratoria e nelle sue acque sono presenti consistenti
popolazioni di varie specie ittiche.
La diga e la rete di distribuzione furono completate nell'estate del 1970, per cui fu
possibile iniziarne l'esercizio con la stagione irrigua del 1971.La superficie servita
dall'invaso artificiale è di 1.700 ettari catastali, di cui 1.520 irrigabili e la
distribuzione, che avviene a domanda, cioè con modalità che lasciano
praticamente libero l'utente dalla osservanza di un orario prestabilito, è a
pressione naturale, assicurata dal dislivello tra diga e comprensorio.